# Adcatomus ciudadus
Adcatomus ciudadus är en spindelart som beskrevs av Karsch 1880. Adcatomus ciudadus ingår i släktet Adcatomus och familjen jättekrabbspindlar.
Artens utbredningsområde är Peru. Inga underarter finns listade i Catalogue of Life.